# Isan Corinde
Isan Corinde, artiestennaam ICo, familiaire bijnaam Yedi (Brokopondo, 1990), is een Surinaams beeldend kunstenaar.

## Biografie
Isan Corinde werd geboren in 1990 en groeide op in het binnenland van Suriname. Met steun van zijn familie studeerde hij in 2012 af aan de Nola Hatterman Art Academy in Paramaribo. Hij houdt zich vooral bezig met schilderen en het maken van sculpturen.
Hij gaf in 2015 zijn eerste solo-expositie, getiteld Avo Sondi. De vertaling ervan, dingen van mijn oma, verwijst ernaar dat hij in zijn kunstwerken Surinaamse culturele elementen verwerkt, zoals de Surinaamse omslagdoek pangi. Hij is Saramaccaans en haalde aanvankelijk zijn inspiratie vooral uit zijn jeugdherinneringen. In de loop van zijn kunstenaarscarrière wisselde hij tussen kunstrichtingen, met aanvankelijk ronde vormen en later ook abstract werk.
In zijn geboortedistrict Brokopondo heeft hij een kunsthuis. In de dorpsgemeenschap van Centrum bouwde hij in 2020 enkele kunstzinnige banken zodat kinderen daarop konden zitten in plaats van op straat. Daarnaast werkt hij in Paramaribo aan een beeldenpark bij Huize Ashiana en maakte hij muurschilderingen in Huize Betheljada en het Maria Internaat. Voor verschillende Surinaamse scholen maakte hij kunstwerken waar kinderen hun plastic flessen in kunnen werpen. Deze maakte hij in het kader van een milieuproject van Villa Zapakara, Moro Batra Bakru. In 2017 bracht hij een kleurboek uit, getiteld Was’uma ku Tamundu.
Hij verhuisde in 2016 naar Nederland. Kort ervoor nam Donna van West een documentaire over zijn leven op, Kindergedachten, die in 2018 in Nederland door de VPRO werd uitgezonden.

## Galerij

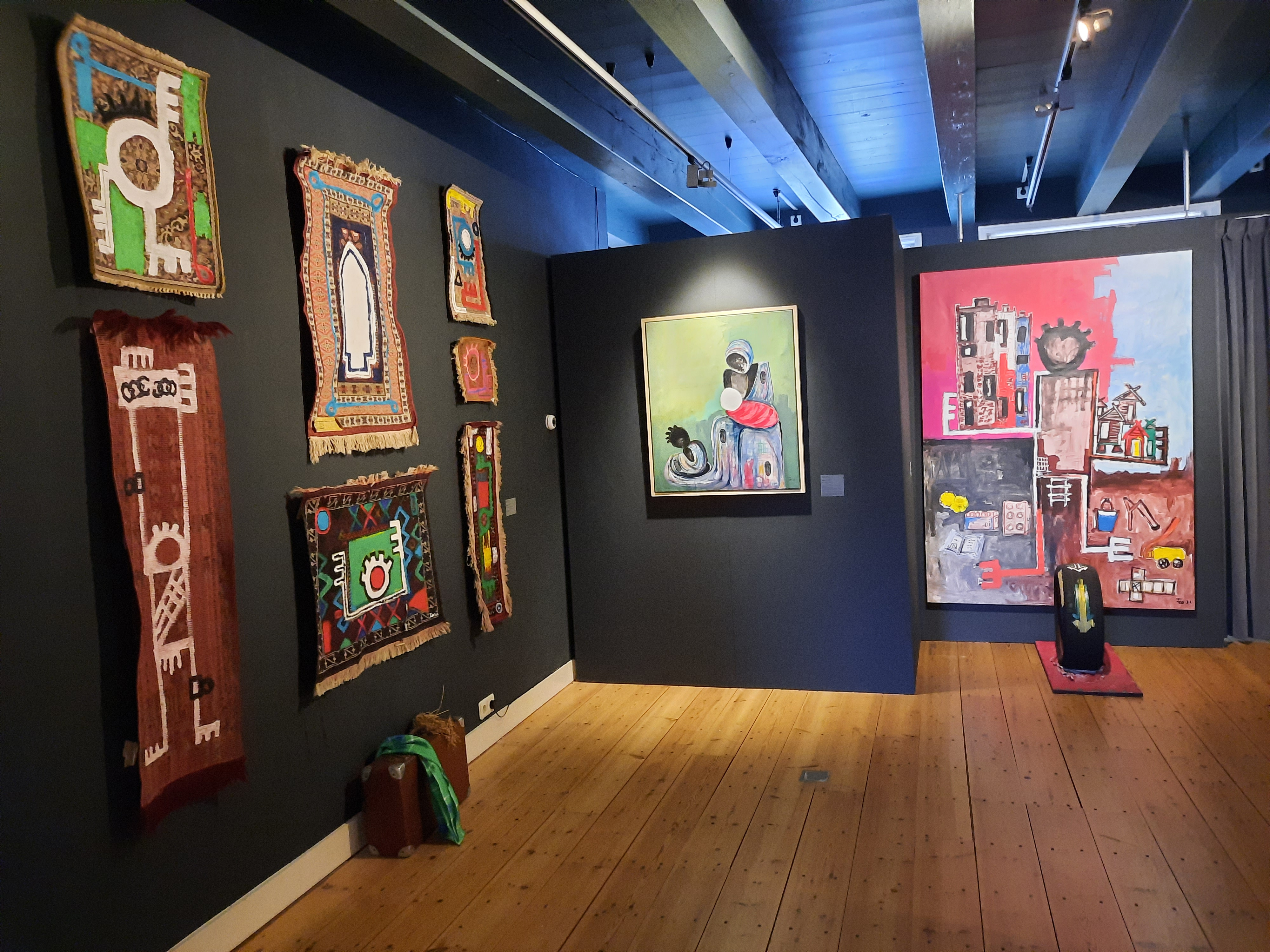
Kunstwerken van Isan Corinde in het Stedelijk Museum Vianen, 2024

## Exposities
Solo
- Avo Sondi, april 2015, Sukru Oso, Cornelis Jongbawstraat, Paramaribo[3]
- Lolo, juni 2016, Sukru Oso, Paramaribo[6]
- Tu pakisei, oktober 2018, Sukru Oso, Paramaribo[8]
- Muyee Tembe, maart 2020, Buiten-Sociëteit Het Park, Paramaribo[1]
- Slavernijverleden, januari 2023, Stadsklooster, Utrecht[9]

Duo
- Hedendaagse Kunst uit Suriname, juni-november 2024, met Marcel Pinas, Stedelijk Museum Vianen[10]

Groepsexposities
- Oso Tori, 2012, Nola Hatterman Instituut, Paramaribo[3][4]
- Art Boost, mei 2013, Grand Riverside Hotel, Paramaribo[11]
- Brasi mi ori/Groet me met…, oktober 2019 - januari 2020, Arti et Amicitiae, Amsterdam[12]
- Surinaamse maanden, juni - juli 2023, Amstelkerk, Amsterdam[5]